# SUMMER DIVE ~amatoro PEACH☆BEACH~
SUMMER DIVE ~amatoro PEACH☆BEACH~ (SUMMER DIVE～甘トロPEACH☆BEACH～) es el nombre de un disco de la banda Oshare Kei: Antic Cafe, distribuido únicamente en sus conciertos.
El disco fue creado para promocionar su concierto en el verano llamado ANCAFESTA. Esta canción está incluida en el álbum BB Parallel World.

## Canciones

### CD
| CD  |                                                                        |          |  |
| N.º | Título                                                                 | Duración |  |
| 1.  | «SUMMER DIVE ~amatoro PEACH☆BEACH~ (SUMMER DIVE～甘トロPEACH☆BEACH～)» | 4:41     |  |

### DVD
| DVD |                                                                                            |          |  |
| N.º | Título                                                                                     | Duración |  |
| 1.  | «SUMMER DIVE ~amatoro PEACH☆BEACH~ (SUMMER DIVE～甘トロPEACH☆BEACH～)» (Promotional Video) | 5:01     |  |